# 朝鲜军
朝鮮軍為朝鮮王朝的軍隊一軍。大韓帝國軍之前身。

## 槪要
朝鮮軍為1897年以前之軍隊。1897年以後改號為大韓帝國軍。

## 世纪間朝鮮軍

### 14世纪朝鲜军
14世纪是高丽ㆍ朝鲜王朝交替期，高丽军繼承朝鲜军(步兵: 槍兵、弓兵))、騎兵、炮兵和水军组织。

### 16世纪朝鲜军
萬曆朝鮮之役时代，朝鲜王朝建国200年間和平，朝鲜陸军戰力弱化，朝鲜水军(板屋船，龟船)戰力強化。

### 19世纪朝鲜军
19世纪是帝国主义时期，朝鲜军改名为大韩帝国军成立，大韩帝国陸军(侍衛隊ㆍ親衛隊ㆍ鎮衛隊)组织，大韓帝國海軍(揚武號和廣濟號)導入。

## 參照
- 大韩帝国军
- 韓國光復軍
- 大韩民国国军
- 朝鮮人民軍
- 朝鮮軍
- 朝鮮水軍